# Pryslip (Krásná polonina)
Pryslip, též Pryslop (ukrajinsky Присліп, Pryslip) je horské sedlo na pomezí okresů Chust a Ťačovo v Zakarpatské oblasti Ukrajiny, spojující údolí řek Terebla a Teresva. Sedlo leží v nadmořské výšce 915 metrů.
Na jihu navazuje hřeben Krásná Polonina, na severu Horhany.
Sedlem prochází horská silnice spojující sídla Koločava a Německá Mokrá. Sjízdnost silnice je špatná, způsobilá pro animální trakci, motocykly a terénní auta. V zimě se cesta nepoužívá.